# Javier Eraso
Javier Eraso Goñi (* 22. März 1990 in Pamplona) ist ein spanischer Fußballspieler. Seit 2022 spielt er für Akritas Chlorakas in der ersten zyprischen Liga.

## Karriere
Eraso begann seine Karriere bei Athletic Bilbao. 2008 spielte er erstmals für die Viertligamannschaft. 2009 spielte er erstmals für Athletic Bilbao B. 2013 wechselt er zum Drittligisten CD Leganés, mit dem er 2014 in die zweite Liga aufstieg. Sein Zweitligadebüt gab er am 3. Spieltag 2014/15 gegen den RCD Mallorca. 2015 kehrte er zum Erstligisten Bilbao zurück. Sein Erstligadebüt gab er am 1. Spieltag 2015/16 gegen den FC Barcelona.